# 제2차 피트나
제2차 피트나는 초기 우마이야 칼리파국 시대에 이슬람 공동체 내부에서 발생한 정치 및 군사적 무질서와 내전의 시기이다. 이 전쟁은 680년에 초대 우마이야 칼리파 무아위야 1세가 사망한 후 약 12년 동안 지속되었다. 이 전쟁은 우마이야 왕조에 대한 두 가지 도전을 진압하는 것을 포함했는데, 첫 번째는 후사인 이븐 알리와 그의 지지자들로, 이라크에서 그의 복수를 위해 봉기한 술라이만 이븐 수라드와 무흐타르 알사카피를 포함한다. 두 번째는 압드 알라 이븐 알-주바이르에 의한 도전이었다.
내전의 뿌리는 제1차 피트나로 거슬러 올라간다. 제3대 칼리파 우스만의 암살 이후, 이슬람 공동체는 지도력 문제로 첫 번째 내전을 겪었는데, 주요 경쟁자는 알리 이븐 아비 탈리브와 무아위야였다. 661년 알리 암살과 같은 해 그의 후계자 하산의 퇴위 이후, 무아위야는 칼리파국의 유일한 통치자가 되었다. 무아위야가 그의 아들 야지드를 후계자로 지명한 전례 없는 결정은 반발을 불러일으켰고, 무아위야의 사망 후 긴장은 고조되었다. 후사인 이븐 알리는 쿠파의 친-알리드에 의해 우마이야 왕조를 전복하도록 초청받았지만, 680년 10월 카르발라 전투에서 쿠파로 가는 도중 그의 작은 일행과 함께 살해되었다. 야지드의 군대는 683년 8월 알하르라 전투에서 메디나의 반정부 반군을 공격한 후, 메카를 포위했는데, 이곳에서 이븐 알-주바이르는 야지드에 대항하여 자신을 확립했다. 11월 야지드가 사망한 후 포위는 해제되었고, 시리아의 일부 지역을 제외하고 칼리파국 전역에서 우마이야의 권위가 붕괴되었다. 대부분의 지방은 이븐 알-주바이르를 칼리파로 인정했다. 후사인의 죽음에 대한 복수를 요구하는 일련의 친-알리드 운동이 쿠파에서 발생했는데, 이븐 수라드의 참회자 운동으로 시작되었지만, 685년 1월 아인 알와르다 전투에서 우마이야 왕조에 의해 진압되었다. 그 후 쿠파는 무흐타르에 의해 점령되었다. 비록 그의 군대가 686년 8월 하시르 전투에서 대규모 우마이야 군대를 격퇴했지만, 무흐타르와 그의 지지자들은 일련의 전투 후 687년 4월 주바이르군에 의해 살해되었다. 압드 알말릭 이븐 마르완의 지도력 아래, 우마이야 왕조는 이라크의 마스킨 전투에서 주바이르군을 물리치고 692년 메카 포위전에서 이븐 알-주바이르를 살해한 후 칼리파국에 대한 통제권을 되찾았다.
압드 알말릭은 칼리파국의 행정 구조에 중요한 개혁을 단행했는데, 여기에는 칼리파의 권력 강화, 군대 재편, 관료제의 아랍화 및 이슬람화가 포함되었다. 제2차 피트나의 사건들은 이슬람 내 종파적 경향을 강화시켰고, 이후 수니파와 시아파 이슬람 교파가 될 다양한 교리들이 발전되었다.

## 배경
656년 반군에 의해 제3대 칼리파 우스만이 암살당한 후, 반군과 메디나의 주민들은 이슬람의 예언자 무함마드의 사촌이자 사위인 알리 이븐 아비 탈리브를 칼리파로 선포했다. 쿠라이시족 (무함마드와 모든 초대 칼리파가 속했던 메카 씨족의 연합체)의 대부분은 무함마드의 저명한 사하바인 탈하 이븐 우바이달라와 주바이르 이븐 알아왐, 그리고 무함마드의 아내 아이샤가 이끄는 파벌로 알리를 인정하기를 거부했다. 그들은 우스만을 살해한 자들에 대한 복수와 슈라 (협의)를 통한 새로운 칼리파 선출을 요구했다. 이러한 사건들이 제1차 피트나를 촉발시켰다. 알리는 656년 11월 바스라 근처에서 벌어진 낙타 전투에서 이 초기 반대자들을 상대로 승리한 후, 수도를 이라크 주둔지인 쿠파로 옮겼다. 무아위야는 시리아의 총독이자 우스만이 속했던 우마이야 씨족의 일원으로, 알리의 칼리파 정통성을 비난했고, 두 사람은 시핀 전투에서 대치했다. 이 전투는 657년 7월 무아위야의 중재 요청에 알리의 군대가 싸우기를 거부하면서 교착 상태에 빠졌다. 알리는 마지못해 협상에 동의했지만, 그의 군대 중 일부는 나중에 카리지파라고 불리게 되었는데, 중재 수용을 신성모독으로 비난하며 항의하여 이탈했다. 중재는 무아위야와 알리 사이의 분쟁을 해결하지 못했다. 알리의 군대가 나흐라완 전투에서 대부분의 카리지파를 살해한 후, 알리는 661년 1월 카리지파에게 암살당했다. 알리의 장남 하산이 칼리파가 되었지만, 무아위야는 그의 권위에 도전하고 이라크를 침공했다. 8월, 하산은 하산-무아위야 조약에 따라 칼리파위를 무아위야에게 양위했고, 이로써 제1차 피트나는 끝났다. 수도는 다마스쿠스로 이전되었다.

### 야지드의 계승

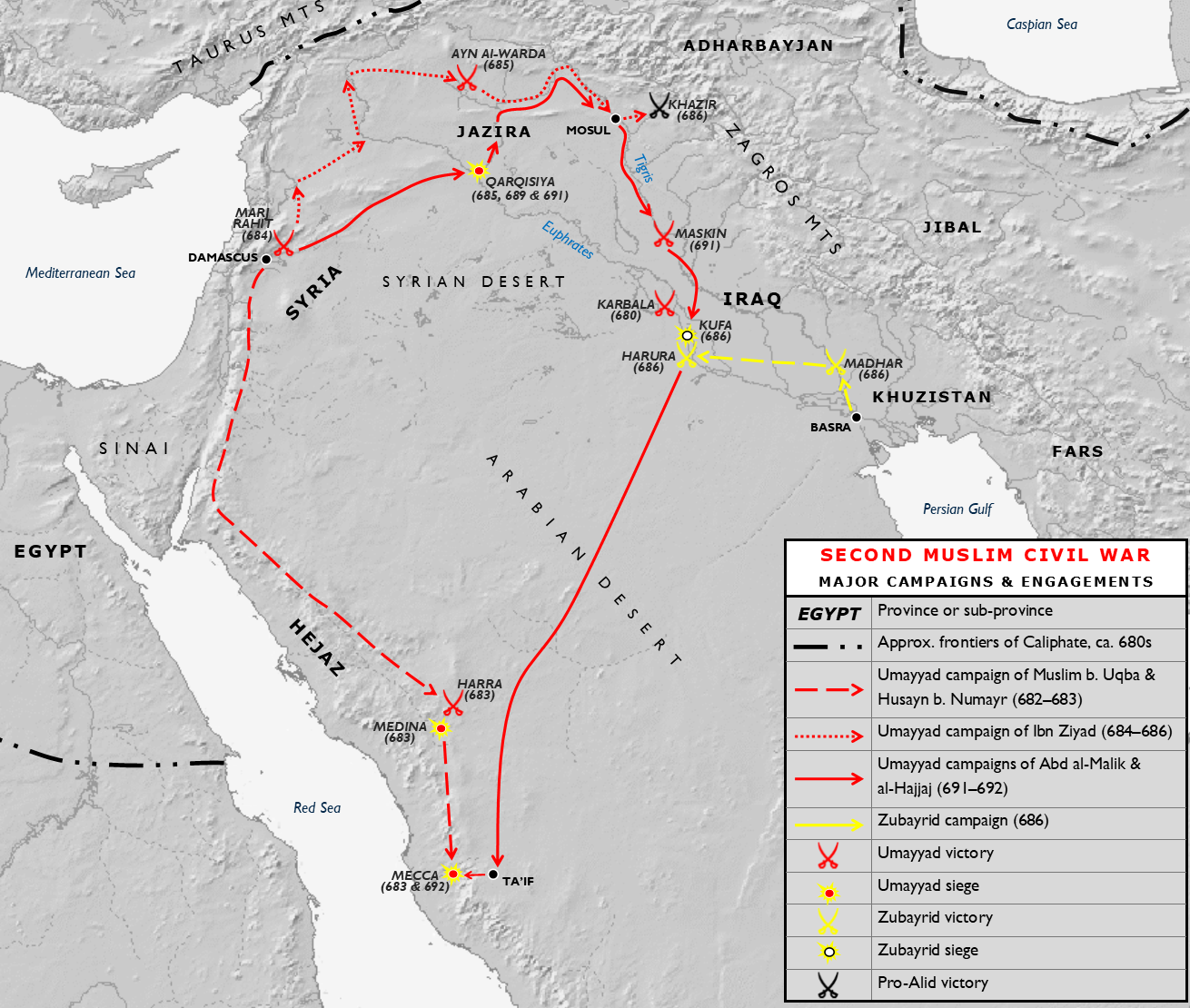
제2차 피트나의 주요 전역 및 전투

조약은 일시적인 평화를 가져왔지만, 계승 체계는 확립되지 않았다. 과거와 마찬가지로, 계승 문제는 미래에 잠재적으로 문제를 일으킬 수 있었다. 동양학자 버나드 루이스는 다음과 같이 썼다: "무아위야가 이슬람 역사에서 얻을 수 있었던 유일한 선례는 선거와 내전이었다. 전자는 실현 불가능했고, 후자는 명백한 단점을 가지고 있었다." 무아위야는 아들 야지드를 후계자로 지명하여 자신의 생전에 이 문제를 해결하고자 했다. 676년, 그는 야지드에 대한 지명을 발표했다. 이슬람 역사에 전례가 없던 세습적 계승은 여러 방면에서 반발을 불러일으켰고, 이 지명은 칼리파국이 군주제로 타락하는 것으로 간주되었다. 무아위야는 다마스쿠스에서 슈라를 소집하여 외교와 뇌물로 여러 지방의 대표자들을 설득했다. 후사인 이븐 알리, 압드 알라 이븐 알-주바이르, 압드 알라 이븐 우마르, 압드 알라흐만 이븐 아비 바크르를 포함한 무함마드의 몇몇 저명한 동료들의 아들들은 모두 그들의 혈통에 따라 칼리파 직책에 대한 주장을 할 수 있었으며, 이 지명에 반대했다. 무아위야의 위협과 칼리파국 전역에서 야지드에 대한 일반적인 인정은 그들을 침묵하게 만들었다.
역사학자 프레드 도너는 무슬림 공동체의 지도력에 대한 논쟁이 제1차 피트나에서 해결되지 않았고 680년 4월 무아위야의 사망과 함께 다시 수면 위로 떠올랐다고 썼다. 사망 전에 무아위야는 야지드에게 후세인과 이븐 알-주바이르가 그의 통치에 도전할 수 있다고 경고하고, 만약 도전한다면 그들을 물리치라고 지시했다. 특히 이븐 알-주바이르는 위험한 인물로 여겨졌고, 그가 타협하지 않으면 가혹하게 다루어야 했다. 야지드는 칼리파에 즉위하자마자 메디나 총독인 그의 사촌 왈리드 이븐 우트바 이븐 아비 수피안에게 필요하다면 무력을 사용해서라도 후세인, 이븐 알-주바이르, 이븐 우마르로부터 충성을 확보하라고 명령했다. 왈리드는 그의 친척 마르완 이븐 알하캄에게 조언을 구했다. 그는 이븐 알-주바이르와 후세인이 위험하므로 강제로 충성을 맹세하게 해야 하지만, 이븐 우마르는 위협이 되지 않으므로 내버려두어야 한다고 조언했다. 왈리드는 두 사람을 소환했지만, 이븐 알-주바이르는 메카로 도주했다. 후세인은 소환에 응했지만, 비밀스러운 회의 환경에서는 충성을 맹세하기를 거부했고, 공개적으로 이루어져야 한다고 제안했다. 마르완은 그를 투옥하겠다고 위협했지만, 후세인이 무함마드와 친척 관계였기 때문에 왈리드는 그에게 아무런 조치도 취하지 않았다. 며칠 후, 후세인은 충성을 맹세하지 않고 메카로 떠났다. 이슬람학자 G. R. 호팅의 견해에 따르면, "무아위야에 의해 억압되었던 긴장과 압력은 야지드의 칼리파 통치 기간 동안 표면화되었고, 그의 사망 후 우마이야 권위가 일시적으로 약화되면서 폭발했다."

## 야지드에 대한 반란

### 후사인 이븐 알리의 반란

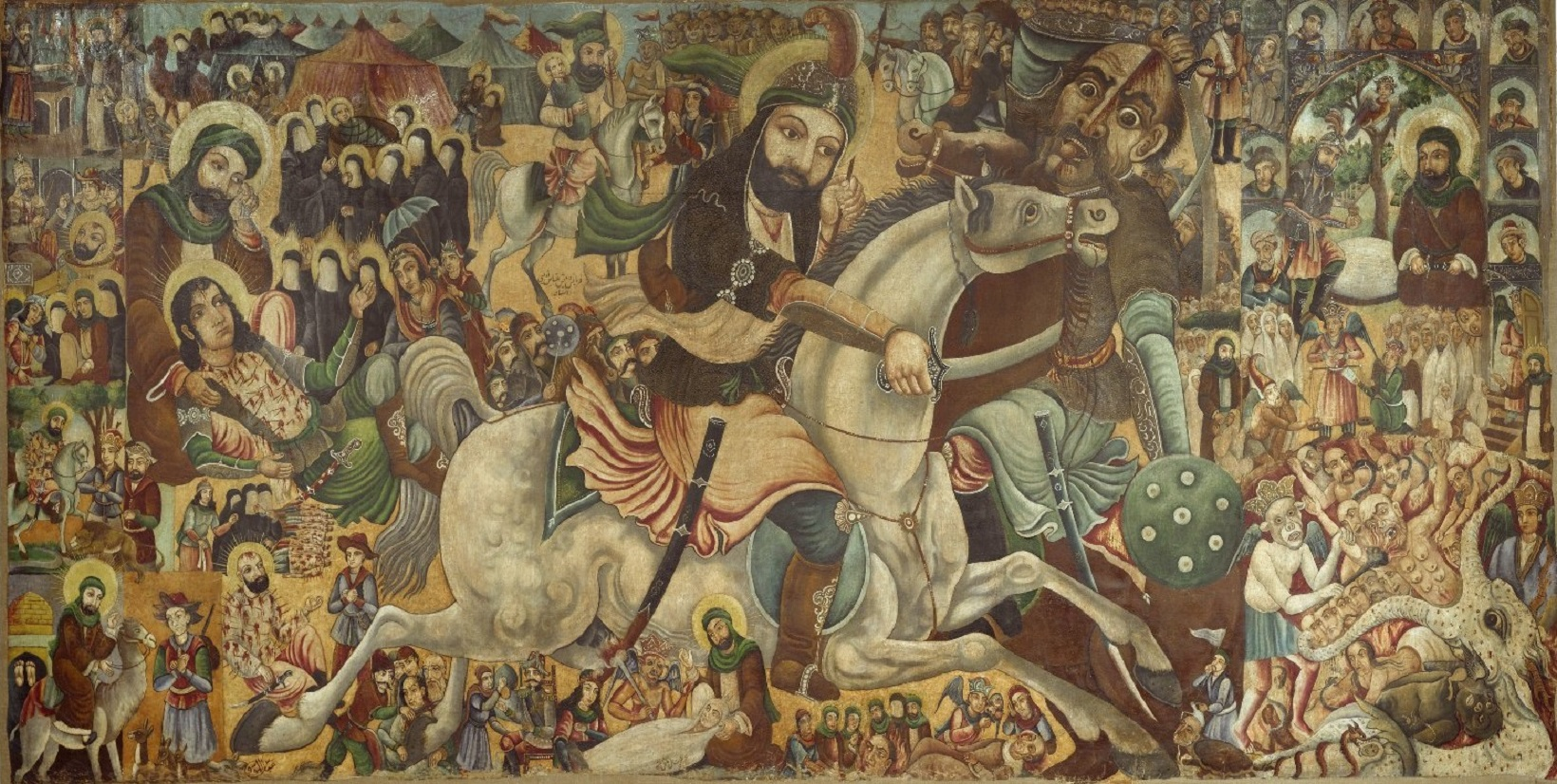
19세기 후반에서 20세기 초반에 압바스 알무사비가 묘사한 카르발라 전투.

후세인은 쿠파에서 상당한 지지를 받았다. 이 도시의 주민들은 제1차 피트나 동안 우마이야 왕조와 그들의 시리아 동맹군과 싸웠었다. 그들은 하산의 퇴위에 불만을 품었고 우마이야 왕조의 통치를 강력히 반대했다. 669년 하산이 사망한 후, 그들은 무아위야에 대항하는 반란에 후세인의 관심을 끌려고 시도했지만 실패했다. 하산이 사망한 후, 쿠파의 친-알리드들은 다시 후세인에게 야지드에 대항하는 반란을 이끌어 달라고 요청했다. 상황을 평가하기 위해 메카에 거주하던 후세인은 사촌 무슬림 이븐 아킬을 보냈는데, 그는 쿠파에서 광범위한 지지를 얻었고 후세인에게 그곳의 동조자들과 합류하라고 제안했다. 야지드는 이븐 아킬의 활동에 대한 태만 때문에 누만 이븐 바시르 알안사리를 총독직에서 해임하고, 그 자리에 당시 바스라 총독이었던 우바이달라 이븐 지야드를 임명했다. 야지드의 지시에 따라 이븐 지야드는 반란을 진압하고 이븐 아킬을 처형했다. 사촌의 편지에 고무되고 그의 처형을 알지 못한 채, 후세인은 쿠파로 향했다. 그를 추적하기 위해 이븐 지야드는 도시로 이어지는 길목에 병력을 배치했다. 그는 쿠파 북쪽 사막 평원인 카르발라에서 저지당했다. 약 4,000명의 병력이 나중에 도착하여 그에게 야지드에게 복종할 것을 강요했다. 며칠간의 협상과 그의 복종 거부 끝에, 후세인은 680년 10월 10일 카르발라 전투에서 약 70명의 남자 동료들과 함께 살해되었다.

### 메카와 메디나의 반대
후세인 사망 이후, 야지드는 무함마드의 동료 주바이르 이븐 알아왐의 아들이자 초대 칼리파 아부 바크르 알시디크(r. 632–634)의 손자인 압드 알라 이븐 알-주바이르로부터 그의 통치에 대한 반대가 증가하는 상황에 직면했다. 이븐 알-주바이르는 메카에서 비밀리에 충성을 받기 시작했지만, 공개적으로는 새로운 칼리파를 선출하기 위한 슈라를 요구할 뿐이었다. 처음에 야지드는 선물과 사절단을 보내 화해를 시도하며 그를 달래려 했다. 이븐 알-주바이르가 자신을 인정하기를 거부하자, 야지드는 이븐 알-주바이르의 멀어진 형제 암르가 이끄는 병력을 보내 그를 체포하게 했다. 이 병력은 패배했고 암르는 처형되었다. 메디나에서 이븐 알-주바이르의 영향력이 커지는 것 외에도, 도시 주민들은 우마이야 왕조의 통치와 무아위야의 농업 프로젝트에 환멸을 느꼈는데, 이는 정부 수입을 늘리기 위해 그들의 땅을 몰수하는 것을 포함했다. 야지드는 메디나의 귀족들을 다마스쿠스로 초대하여 선물로 그들을 설득하려 했다. 그러나 그들은 설득되지 않았고, 메디나로 돌아와서 야지드의 사치스러운 생활 방식과 많은 사람들이 불경하다고 여기는 관행, 즉 와인 마시기, 사냥개와 함께 사냥하기, 음악에 대한 사랑 등을 이야기했다. 압드 알라 이븐 한잘라의 지도 아래 메디나인들은 야지드에 대한 충성을 철회하고 총독인 야지드의 사촌 우스만 이븐 무함마드 이븐 아비 수피안과 도시에 거주하던 우마이야 왕조 사람들을 추방했다. 야지드는 무슬림 이븐 우크바의 지휘 아래 12,000명의 병력을 파견하여 헤자즈 (서아라비아)를 재정복하게 했다. 협상이 실패한 후, 메디나인들은 알하르라 전투에서 패배했고, 도시는 3일 동안 약탈당했다. 반군에게 충성을 갱신하게 한 후, 야지드의 군대는 이븐 알-주바이르를 진압하기 위해 메카로 향했다.
이븐 우크바는 도중에 사망했고 지휘권은 후사인 이븐 누마이르에게 넘어갔으며, 그는 683년 9월 메카를 포위했다. 포위전은 몇 주 동안 지속되었고, 그 동안 카바는 불이 났다. 11월 야지드의 갑작스런 사망으로 전역은 끝났다. 이븐 알-주바이르에게 시리아로 동행하여 그곳에서 칼리파로 선포되도록 설득하려 했지만 실패한 후, 이븐 누마이르는 그의 병력과 함께 떠났다.

## 이븐 알-주바이르의 반-칼리파국
야지드의 사망과 시리아 군대의 철수와 함께, 이븐 알-주바이르는 이제 헤자즈와 아라비아 나머지 지역의 데 팍토 통치자였다. 곧 이어서 그는 이집트뿐만 아니라 우마이야 총독 이븐 지야드가 부족 귀족 (아쉬라프)에 의해 추방된 이라크에서도 인정받았다. 이븐 알-주바이르의 이름이 새겨진 주화가 페르시아 남부 ({{Pars (Sasanian province)|파르스]]와 키르만)의 일부 지역에서 주조되었다.

### 시리아 통제를 위한 투쟁
야지드의 죽음 이후, 그의 아들이자 지명된 후계자인 무아위야 2세가 칼리파가 되었지만, 그의 권위는 시리아의 특정 지역에 한정되었다. 무아위야 2세는 몇 달 후 후임자가 될 만한 수피안파 (무아위야의 후손인 우마이야 가문; 아부 수피안의 후손들) 후보 없이 사망했다. 시리아 북부의 카이스 부족들은 이븐 알-주바이르를 지지했고, 훔스 준드, 킨나스린 준드, 팔레스타인 준드의 시리아 지역 총독들도 그러했으며, 다마스쿠스 총독 다하크 이븐 카이스 역시 이븐 알-주바이르 쪽으로 기울고 있었다. 더욱이 당시 우마이야 가문 중 가장 연장자였던 마르완 이븐 알하캄을 포함한 많은 우마이야인들이 그를 인정할 의향이 있었다. 친-우마이야 부족들, 특히 바누 칼브는 요르단 준드 지역을 지배했으며 다마스쿠스에서도 지지를 받았다. 그들은 우마이야 왕조를 세우기로 결심했다. 칼브족 족장 이븐 바흐달은 수피안 칼리파들과 혼인 관계였고, 그의 부족은 그들 밑에서 특권을 누렸다. 그는 야지드의 어린 아들 할리드가 왕위에 오르기를 원했다. 이븐 지야드는 마르완에게 자신의 출마를 제안하도록 설득했는데, 이는 칼리드이 친우마이야 연합의 비칼브족에게 너무 어리다고 여겨졌기 때문이다. 마르완은 684년 6월 칼브족의 본거지인 자비야에서 소집된 친우마이야 부족들의 슈라에서 칼리파로 인정받았다. 친-주바이르 부족들은 마르완을 인정하기를 거부했고, 양측은 8월 마르지 라히트 전투에서 충돌했다. 다하크의 지도 아래 친-주바이르 카이스족은 학살당했고, 그들의 많은 고위 지도자들이 살해되었다.
마르완의 즉위는 시리아가 우마이야 왕조 아래 재통합되고 우마이야 왕조의 초점이 잃어버린 영토를 되찾는 쪽으로 전환되는 전환점이었다. 마르완과 그의 아들 압드 알아지즈는 현지 부족들의 도움을 받아 이집트의 주바이르 총독을 추방했다. 무스아브가 이끄는 팔레스타인에 대한 주바이르의 공격은 격퇴되었지만, 헤자즈를 탈환하기 위한 우마이야 왕조의 작전은 메디나 근처에서 패배했다. 마르완은 이라크에서 우마이야 왕조의 통제권을 회복하기 위해 이븐 지야드를 파견했다. 685년 4월 마르완이 사망한 후, 그의 아들 압드 알말릭이 뒤를 이었다.

### 동부 지방
칼리파 야지드 사망 당시, 시지스탄 (현재의 이란 동부)의 우마이야 총독인 야지드 이븐 지야드는 동부 속국인 자불리스탄에서 준빌의 반란에 직면했는데, 준빌은 이븐 지야드의 동생 아부 우바이다를 포로로 잡았다. 야지드 이븐 지야드는 준빌을 공격했지만 패배하고 살해당했다. 그의 동생 살름은 현재의 이란 북부와 중앙아시아 일부, 그리고 현재의 아프가니스탄을 포함하는 호라산의 우마이야 총독이었는데, 탈하 이븐 압드 알라 알후자이를 시지스탄의 새로운 총독으로 보냈다. 탈하는 아부 우바이다를 몸값으로 구출했지만 얼마 지나지 않아 사망했다.
중앙 권위의 약화는 무슬림 군대의 아랍 이주자들이 정복된 땅으로 가져온 부족 파벌주의와 라이벌 관계의 발발로 이어졌다. 탈하의 후임자는 라비아 부족 출신이었는데, 곧 라비아의 부족 적대자들인 무다르에 의해 쫓겨났다. 그 결과 부족 간의 분쟁이 발생했고, 이는 적어도 685년 말 주바이르 총독 압드 알아지즈 이븐 압드 알라 이븐 아미르가 도착할 때까지 계속되었다. 그는 부족 간의 싸움을 종식시키고 준빌 반란을 진압했다. 호라산에서 살름은 칼리파 야지드의 사망 소식을 얼마 동안 비밀로 유지했다. 알려지자 그는 군대로부터 자신에게 일시적인 충성을 얻었지만, 곧 그들에 의해 추방되었다. 684년 여름 그가 떠날 때, 그는 무다르족인 압드 알라 이븐 하지움 알술라미를 호라산 총독으로 임명했다. 이븐 하지움은 이븐 알-주바이르를 인정했지만, 라비아-무다르 부족 간의 불화에 압도되었다. 라비아는 무다르족인 이븐 하지움에 대한 증오 때문에 주바이르 통치를 반대했고, 이븐 하지움은 결국 그들을 진압했지만, 곧 그의 옛 동맹이었던 바누 타밈의 반란에 직면했다. 호라산 통제를 위한 부족 간 전쟁은 몇 년 동안 계속되었고 이븐 하지움은 691년에 살해되었다. 이 지역에서 이븐 알-주바이르의 권위는 명목상에 불과했으며, 특히 이븐 하지움이 사실상 독립적으로 통치했던 호라산에서는 더욱 그러했다.

### 분열
이븐 알-주바이르는 반란 기간 동안 우마이야 왕조와 알리드 모두에게 반대했던 카리지파와 동맹을 맺었다. 칼리파위를 주장한 후, 그는 그들의 종교적 견해를 비난하고 그들의 통치 형태를 받아들이기를 거부했으며, 이는 그들의 동맹 해체로 이어졌다. 카리지파의 한 그룹은 바스라로, 나머지는 중앙 아라비아로 가서 그의 통치를 불안정하게 만들기 시작했다. 그때까지 그는 야지드에 대한 반대에서 친-알리드 쿠파 귀족 무흐타르 알사카피의 지지를 받았었다. 이븐 알-주바이르는 그에게 이전에 합의했던 중요한 공식 직책을 주지 않았다. 684년 4월, 무흐타르는 그를 버리고 쿠파에서 친-알리드 감정을 선동하러 갔다.

## 친-알리드 운동

### 타와빈 봉기
후세인을 돕지 못한 것에 대한 속죄를 구하는 쿠파의 몇몇 저명한 알리드 지지자들은 무함마드의 동료이자 알리의 동맹인 술라이만 이븐 수라드의 지휘 아래 우마이야 왕조와 싸우기 위한 운동을 시작했다. 스스로를 "타와빈" (참회자들)이라 칭하며, 우마이야 왕조가 이라크를 통제하는 동안 지하에 머물렀다. 칼리파 야지드의 사망과 이븐 지야드의 후속 축출 이후, 타와빈은 공개적으로 후세인의 죽음에 대한 복수를 요구했다. 비록 그들이 쿠파에서 대규모 지지를 얻었지만, 그들은 정치적 프로그램을 가지고 있지 않았으며, 그들의 주된 목표는 우마이야 왕조를 처벌하거나 그 과정에서 자신을 희생하는 것이었다. 무흐타르가 쿠파로 돌아왔을 때, 그는 도시 통제를 위한 조직적인 운동을 위해 타와빈을 그들의 노력에서 단념시키려 했다. 이븐 수라드의 위상 때문에 그의 추종자들은 무흐타르의 제안을 받아들이지 않았다. 입대한 16,000명 중 4,000명이 전투를 위해 동원되었다. 684년 11월, 타와빈은 카르발라에 있는 후세인의 무덤에서 하루 동안 애도한 후 우마이야 왕조와 대치하기 위해 떠났다. 두 군대는 685년 1월 자지라 (상부 메소포타미아)의 아인 알와르다 전투에서 만났다. 전투는 3일 동안 지속되었고, 이븐 수라드를 포함한 대부분의 타와빈은 살해되었으며, 일부는 쿠파로 도망쳤다.

### 무흐타르 알사카피의 반란
쿠파로 돌아온 이후 무흐타르는 후세인을 살해한 자들에 대한 복수를 요구하고 알리의 아들 무함마드 이븐 알하나피야의 이름으로 알리드 칼리파국을 세울 것을 주장하며 자신을 그의 대리인이라고 선언했다. 타와빈의 패배로 그는 쿠파의 친-알리드 세력의 지도자가 되었다. 685년 10월, 무흐타르와 그의 지지자들, 그 중 상당수는 지역의 비아랍 개종자들 (마왈리)로 구성되어 있었는데, 이븐 알-주바이르의 총독을 전복시키고 쿠파를 장악했다. 그의 통제는 이라크의 대부분과 이란 북서부 일부 지역까지 확장되었다. 그가 아랍인들과 동등한 지위를 부여한 마왈리를 우대하자, 아랍 부족 귀족들의 반란이 일어났다. 반란을 진압한 후, 무흐타르는 후세인을 살해하는 데 가담했던 쿠파인들, 특히 후세인을 살해한 군대의 사령관이었던 우마르 이븐 사드를 처형했다. 이러한 조치로 인해 수천 명의 쿠파 아쉬라프가 바스라로 도주했다. 그는 그 후 그의 장군 이브라힘 이븐 알아쉬타르를 파견하여 이븐 지야드가 이끄는 우마이야 군대를 상대하게 했는데, 이 군대는 지방을 재정복하기 위해 파견된 것이었다. 우마이야 군대는 686년 8월 하시르 전투에서 격파당했고 이븐 지야드는 살해당했다. 바스라에서 무함마드 이븐 알아쉬아쓰, 샤바트 이븐 리브이 그리고 다른 쿠파 난민들은 그들의 도시로 돌아가 잃어버린 특권을 되찾기를 열망하며 압드 알라 이븐 알-주바이르의 동생인 무스아브 이븐 알-주바이르에게 쿠파를 공격하도록 설득했다. 무흐타르는 그의 군대를 무스아브와 대치시키기 위해 보냈지만, 바스라와 쿠파 사이의 티그리스강에 위치한 마드하르에서 벌어진 첫 전투에서 패배했다. 무흐타르의 군대는 쿠파 근처 마을인 하루라로 후퇴했지만, 그곳에서 벌어진 두 번째 전투에서 무스아브의 군대에 의해 전멸당했다. 무흐타르와 그의 남아있는 지지자들은 쿠파 궁전으로 피신했고, 그곳에서 무스아브에게 포위당했다. 4개월 후인 687년 4월, 무흐타르는 출격을 시도하다가 살해당했다. 그의 지지자 약 6,000명이 항복했고, 무스아브는 이븐 알아쉬아쓰의 아들 압드 알아흐만과 다른 아쉬라프들의 압력으로 그들을 처형했다. 무흐타르의 몰락은 우마이야 왕조와 주바이르 왕조를 전쟁의 남은 교전국으로 남겼다.

## 우마이야 왕조의 승리
684년 6월 마르완이 즉위한 후, 이븐 지야드는 이라크를 재정복하기 위해 파견되었다. 그때 그는 아인 알와르다에서 타와빈을 물리쳤다. 마르지 라히트에서의 재앙적인 패배 이후, 카이스족은 자지라에서 재집결하여 1년 동안 이븐 지야드의 지방 재정복 노력을 방해했다. 그들은 계속해서 주바이르를 지지했다. 요새화된 위치에서 그들을 물리칠 수 없었던 이븐 지야드는 무흐타르의 총독으로부터 모술을 점령하기 위해 이동했다. 무흐타르는 도시를 탈환하기 위해 3,000명의 기병으로 구성된 소규모 군대를 보냈다. 전투에서 승리했음에도 불구하고 (686년 7월), 그 병력은 시리아인들의 수적 우세 때문에 후퇴했다. 한 달 후, 이븐 지야드는 하시르 전투에서 무흐타르의 증원군에 의해 살해되었다. 이븐 지야드가 사망하자, 압드 알말릭은 몇 년 동안 이라크 재정복 계획을 포기하고 시리아를 통합하는 데 집중했으며, 그곳에서는 내부 동요와 비잔틴 제국과의 적대감 재개로 그의 통치가 위협받고 있었다. 그럼에도 불구하고, 그는 이라크에서 두 번의 실패한 작전을 이끌었고 (689년 및 690년), 그의 대리인들을 통해 바스라에서 실패한 반-주바이르 반란을 선동했다. 압드 알말릭의 바스라 지지자들은 무스아브에 의해 보복으로 심하게 탄압받았다.
비잔틴 제국과 휴전하고 내부 반대파를 극복한 후, 압드 알말릭은 이라크로 다시 주의를 돌렸다. 691년, 그는 자지라의 카이스족 거점인 카르키시야를 포위했다. 그들을 압도하는 데 실패한 후, 그는 양보와 사면 약속으로 카이스족을 회유했다. 이전에 주바이르파 동맹이었던 이들로 병력을 증원한 후, 그는 무스아브를 물리치러 이동했는데, 무스아브의 이라크 내 입지는 여러 요인으로 약화되어 있었다. 카리지파는 내전으로 인한 중앙 권위의 붕괴 이후 아라비아, 이라크, 페르시아에서 다시 습격을 재개했다. 이라크 동부와 페르시아에서 카리지파 분파인 아자리카는 685년에 주바이르파로부터 파르스와 키르만을 점령했고, 그의 영토를 계속 습격했다. 쿠파와 바스라 주민들도 그의 학살과 무흐타르 및 압드 알말릭 지지자들에 대한 탄압 때문에 그에게 등을 돌렸다. 그 결과, 압드 알말릭은 많은 주바이르파 충성파들을 탈영시킬 수 있었다. 그의 병력 상당수와 가장 경험 많은 사령관 무할라브 이븐 아비 수프라가 카리지파로부터 바스라를 지키기 위해 떠나 있었기 때문에, 무스아브는 압드 알말릭에 효과적으로 대항할 수 없었다. 그는 691년 10월 마스킨 전투에서 패배하고 전사했다.
이라크와 그 속국들 대부분을 확보한 후, 압드 알말릭은 그의 장군 하즈자즈 이븐 유수프를 나즈다가 이끄는 또 다른 카리지파 분파에 의해 헤자즈에 고립된 압드 알라 이븐 알-주바이르에게 보냈다. 나즈다는 685년에 나지드와 야마마에 독립 국가를 세웠고, 688년에 예멘과 하드라마우트를 점령했으며 689년에는 타이프를 점령했다. 하즈자즈는 메카로 직행하는 대신 타이프에 주둔하여 여러 차례의 소규모 전투에서 주바이르파를 제압했다. 그동안 시리아군은 메디나를 주바이르파 총독으로부터 점령한 후, 692년 3월 메카를 포위한 하즈자즈를 돕기 위해 진격했다. 포위는 6~7개월 동안 지속되었고, 이븐 알-주바이르의 병력 대부분은 항복했으며 그는 10월/11월에 남아있는 동지들과 함께 싸우다 전사했다. 그의 죽음으로 헤자즈는 우마이야 왕조의 통제하에 들어갔고, 이는 내전의 종식을 알렸다. 곧 이어 나즈다 카리지파는 하즈자즈에게 패배했다. 아자리카와 다른 카리지파 분파들은 696-699년에 진압될 때까지 이라크에서 활동했다.

## 여파
압드 알말릭의 승리로 우마이야 왕조의 권위가 회복되었고 칼리파국의 세습 통치가 확고해졌다. 압드 알말릭과 그의 후손들은 (두 경우 그의 조카들 포함) 750년 아바스 혁명에 의해 전복되기 전까지 58년 더 통치했다.

### 행정 변화
전쟁에서 승리한 후, 압드 알말릭은 칼리파국에 중요한 행정적 변화를 시행했다. 무아위야는 자신에게 충성하는 개인들과의 사적인 관계를 통해 통치했으며, 친척들에게 의존하지 않았다. 그는 고도로 훈련된 시리아군을 개발했지만, 이는 비잔틴 제국에 대한 습격에만 배치되었다. 국내적으로 그는 자신의 의지를 강제하기 위해 외교적 기술에 의존했다. 정부 관리보다는 아쉬라프가 지방 총독과 대중 사이의 중개자 역할을 했다. 지방의 군사 부대는 지역 부족들로부터 나왔고, 그 지휘권도 아쉬라프에게 주어졌다. 지방들은 세수 대부분을 보유하고 칼리파에게 소액만을 보냈다. 정복된 땅의 이전 행정 체계는 그대로 유지되었다. 사산 페르시아나 비잔틴 제국 아래에서 봉사했던 관리들은 그들의 직책을 유지했다. 지방의 토착어는 공식적으로 계속 사용되었고, 비잔틴과 사산 주화는 이전 비잔틴과 사산 영토에서 사용되었다.
내전 중 다하크와 이븐 하지움, 그리고 여러 이라크 귀족들처럼 아쉬라프가 이븐 알-주바이르에게 이탈한 것은 압드 알말릭에게 무아위야의 분권화된 시스템이 유지하기 어렵다는 확신을 주었다. 그리하여 그는 자신의 권력을 중앙집권화하기 시작했다. 시리아에 전문 군대가 개발되었고, 이 군대는 지방에 정부 권위를 강제하는 데 사용되었다. 더욱이, 주요 정부 직책은 칼리파의 가까운 친척들에게 주어졌다. 압드 알말릭은 총독들에게 지방 잉여금을 수도로 보내도록 요구했다. 또한, 아랍어가 관료제의 공식 언어가 되었고, 단일 이슬람 화폐가 비잔틴과 사산 주화를 대체했으며, 이는 우마이야 행정부에 점점 더 이슬람적인 특성을 부여했다. 그는 초기 정복 참여자들의 영구 연금을 폐지하고 현역 군인들에게 고정 급여를 정했다. 압드 알말릭의 모델은 그 후 많은 무슬림 정부에 의해 채택되었다.

### 부족 분열
특히 마르지 라히트 전투 이후 이 시기에 시리아와 자지라의 아랍 부족들 사이에 오랜 기간 지속된 카이스-칼브 분열이 발전했다. 이는 이라크와 동부 지방에서 바누 타밈이 이끄는 무다르족과 아즈드-라비아 동맹 간의 분열 및 경쟁과 유사했다. 이러한 라이벌 관계는 칼리파국 전역에서 부족 충성도를 두 부족 연합 또는 "슈퍼 그룹"으로 재편시켰다: "북아랍" 또는 카이스/무다르 블록과 그에 반대하는 "남아랍" 또는 예멘족이다. 이 용어들은 엄밀히 지리적이라기보다는 정치적이었는데, 정확히 "북부"인 라비아족은 "남부" 예멘족에 속했기 때문이다. 우마이야 칼리파들은 두 그룹 간의 균형을 유지하려고 노력했지만, 그들의 화해할 수 없는 경쟁은 다음 수십 년 동안 아랍 세계의 고정된 특징이 되었다. 심지어 원래는 중립이었던 부족들도 두 슈퍼 그룹 중 하나와 연합하게 되었다. 권력과 영향력을 위한 그들의 끊임없는 투쟁은 우마이야 칼리파국의 정치를 지배했고, 지방에 불안정성을 야기했으며, 제3차 피트나를 부추기는 데 기여했고, 아바스 왕조의 손에 우마이야 왕조가 최종적으로 몰락하는 데 일조했다. 이 분열은 우마이야 왕조가 몰락한 후에도 오랫동안 지속되었다. 역사학자 휴 케네디는 다음과 같이 썼다: "19세기까지도 팔레스타인에서는 자신들을 카이스와 야만이라고 부르는 집단들 사이에 전투가 벌어지고 있었다."

### 종파적 및 종말론적 발전
후세인의 죽음은 광범위한 비난을 불러일으켰고, 야지드에 대한 반대를 알리드 열망에 기반을 둔 반우마이야 운동으로 구체화하는 데 기여했다. 카르발라 전투는 나중에 시아파와 수니파 이슬람 교파가 되는 것 사이의 결정적인 분열에 기여했다. 이 사건은 그때까지는 정치적 입장이었던 시아 이슬람을 종교 현상으로 변화시키는 촉매제가 되었다. 오늘날까지도 시아파 무슬림들은 매년 아슈라의 날에 이를 기념한다. 이 시기에는 또한 무흐타르 알사카피의 반란에서 순수 아랍 시아파의 종말을 보았는데, 그는 소외되고 사회경제적으로 착취당하던 마왈리의 불만을 해결함으로써 그들을 동원했다. 그 전에는 비아랍 무슬림들이 어떤 중요한 정치적 역할도 하지 못했다. 즉각적인 정치적 실패에도 불구하고, 무흐타르의 운동은 카이사니파라는 급진적인 시아파 종파에 의해 계승되었는데, 이들은 나중에 시아파의 발전에 영향을 미친 새로운 신학적 및 종말론적 개념을 도입했다. 아바스 왕조는 그들의 혁명 기간 동안 카이사니파 선전가들의 지하 네트워크를 이용했으며, 그들의 지지자들 중 가장 많은 수가 시아파와 비아랍인들이었다.
제2차 피트나는 또한 이슬람의 메시아, 마흐디 사상을 탄생시켰다. 무흐타르는 알리의 아들 무함마드 이븐 알하나피야에게 마흐디 칭호를 적용했다. 비록 이 칭호는 이전에 무함마드, 알리, 후세인 등에게 명예로운 의미로 사용되었지만, 무흐타르는 이 용어를 메시아적 의미로 사용했다: 이슬람을 구원할 신의 인도를 받는 통치자. 이븐 알-주바이르의 반란은 많은 사람들에게 초기 이슬람 공동체의 순수한 가치로 돌아가려는 시도로 여겨졌다. 그의 반란은 우마이야 왕조의 통치에 불만을 품은 여러 세력으로부터 환영받았다. 그들에게 이븐 알-주바이르의 패배는 이슬람 통치의 오랜 이상을 회복할 모든 희망이 사라졌음을 의미했다. 이러한 분위기에서 이븐 알-주바이르의 반-칼리파 역할은 마흐디 개념의 후속 발전에 영향을 미쳤다. 그의 경력의 일부 측면은 이븐 알-주바이르 생전에 이미 무함마드에게 귀속된 하디스로 공식화되었다 — 칼리파 (무아위야 1세) 사망 후 칼리파에 대한 다툼, 마흐디가 메디나에서 메카로 도피, 카바에 피신, 모계 부족이 바누 칼브 (야지드 1세)인 인물이 보낸 군대가 그를 대항하다 패배, 시리아와 이라크의 의로운 사람들에 의한 마흐디의 인정 — 이는 미래에 나타나 이슬람 공동체의 옛 영광을 회복할 마흐디의 특징이 되었다. 이 사상은 이후 이슬람에서 확고한 교리로 발전했다.

## 내용주
1. ↑  단어 fitna (아랍어: فتنة,시련 또는 유혹이라는 뜻)라는 단어는 꾸란에서 특히 죄악된 행위에 대한 신성한 징벌로서 신자들의 믿음을 시험하는 의미로 사용된다. 역사적으로는 통일된 공동체에 균열을 일으키고 신자들의 신앙을 위태롭게 하는 내전이나 반란을 뜻하게 되었다..[1]
2. ↑  Political supporters of Ali and his descendants (Alids). The religious sect Shi'a emerged from this party of Alid supporters.[2][3]
3. ↑  오만은 바누 줄란에 의해 독립적으로 통치되었고, 하드라마우트의 상황은 불분명하다.[29]
4. ↑  The 카이스ites supported 압드 알라 이븐 알-주바이르 out of opposition to 칼브족 hegemony in Syria under the 수피안파 caliphs.[35]
5. ↑  After deserting Caliph 알리 이븐 아비 탈리브 (r. 656–661) on the basis that judgement belongs to God alone, the 카리지파 went on to reject any form of non-Kharijite government.[50] According to the historian 몽고메리 왓트, they wanted a return to the pre-Islamic tribal society.[51] The Umayyad governors kept them in check, but after the death of Caliph 야지드 in 683, the resulting power vacuum caused the resumption of the anti-government activities of militant Kharijites, which in many cases consisted of raids against settled areas. Internal disputes and fragmentation weakened them considerably before their defeat by the Umayyad governor 하즈자즈 이븐 유수프 after the caliphate had been reunited under Caliph 압드 알말릭 이븐 마르완 (r. 685–705).[50][52]
6. ↑  Despite being awarded equality by Islam, most local converts were often treated as second-class citizens. They paid higher taxes than Arabs, were paid lower military salaries and were deprived of war booty.[61]
7. ↑  The dependencies of Iraq constituted all of the northern and eastern provinces, including 아르미니야, 아제르바이잔, 지발, 후제스탄, 호라산, 시지스탄, 파르스, and 키르만. The latter two remained under Kharijite control for some time.[75]

### 인용
1. ↑  Gardet 1965, 930쪽.
2. 1 2 3  Donner 2010, 178쪽.
3. 1 2 3 4  Kennedy 2016, 77쪽.
4. ↑  Donner 2010, 157–159쪽.
5. ↑  Donner 2010, 161–162쪽.
6. ↑  Donner 2010, 166쪽.
7. ↑  Donner 2010, 167쪽.
8. 1 2  Donner 2010, 177쪽.
9. 1 2 3  Lewis 2002, 67쪽.
10. 1 2  Wellhausen 1927, 140쪽.
11. ↑  Madelung 1997, 322쪽.
12. 1 2  Kennedy 2016, 76쪽.
13. ↑  Wellhausen 1927, 145쪽.
14. 1 2  Hawting 2000, 46쪽.
15. ↑  Wellhausen 1927, 141–145쪽.
16. ↑  Lammens 1921, 5–6쪽.
17. ↑  Wellhausen 1927, 145–146쪽.
18. ↑  Howard 1990, 2–3쪽.
19. ↑  Howard 1990, 5–7쪽.
20. ↑  Daftary 1990, 47쪽.
21. ↑  Wellhausen 1901, 61쪽.
22. ↑  Daftary 1990, 48쪽.
23. ↑  Daftary 1990, 49쪽.
24. 1 2  Wellhausen 1927, 148–150쪽.
25. ↑  Donner 2010, 180쪽.
26. ↑  Wellhausen 1927, 152–156쪽.
27. ↑  Donner 2010, 180–181쪽.
28. 1 2  Hawting 2000, 48쪽.
29. 1 2 3  Rotter 1982, 84쪽.
30. ↑  Donner 2010, 181–182쪽.
31. ↑  Rotter 1982, 85쪽.
32. ↑  Wellhausen 1927, 168–169쪽.
33. 1 2  Wellhausen 1927, 182쪽.
34. ↑  Hawting 1989, 49–51쪽.
35. ↑  Wellhausen 1927, 170쪽.
36. 1 2  Kennedy 2016, 78–79쪽.
37. ↑  Kennedy 2016, 78쪽.
38. 1 2 3  Kennedy 2016, 80쪽.
39. 1 2 3  Wellhausen 1927, 185–186쪽.
40. ↑  Hawting 1989, 162–163쪽.
41. 1 2  Dixon 1971, 104–105쪽.
42. 1 2  Rotter 1982, 87–88쪽.
43. ↑  Dixon 1971, 105–108쪽.
44. ↑  Rotter 1982, 89–92쪽.
45. ↑  Dixon 1971, 110쪽.
46. ↑  Kennedy 2007, 239, 241쪽.
47. 1 2  Hawting 2000, 49쪽.
48. ↑  Hawting 1989, 98–102쪽.
49. 1 2  Gibb 1960a, 55쪽.
50. 1 2  Lewis 2002, 76쪽.
51. ↑  Watt 1973, 20쪽.
52. 1 2 3 4  Kennedy 2016, 84쪽.
53. ↑  Dixon 1971, 34–35쪽.
54. ↑  Wellhausen 1901, 71–72쪽.
55. ↑  Wellhausen 1901, 72쪽.
56. ↑  Sharon 1983, 104–105쪽.
57. ↑  Dixon 1971, 37쪽.
58. ↑  Wellhausen 1901, 73쪽.
59. ↑  Daftary 1990, 52쪽.
60. ↑  Dixon 1971, 45쪽.
61. ↑  Daftary 1990, 55–56쪽.
62. ↑  Donner 2010, 185쪽.
63. ↑  Hawting 2000, 53쪽.
64. ↑  Wellhausen 1901, 85쪽.
65. ↑  Dixon 1971, 73–75쪽.
66. ↑  Hawting 2000, 47–49쪽.
67. ↑  Dixon 1971, 59–60쪽.
68. ↑  Wellhausen 1927, 186쪽.
69. ↑  Kennedy 2016, 81쪽.
70. 1 2 3 4  Gibb 1960b, 76쪽.
71. ↑  Dixon 1971, 126–127쪽.
72. ↑  Dixon 1971, 127–129쪽.
73. ↑  Dixon 1971, 92–93쪽.
74. 1 2  Lammens & Pellat 1993, 649–650쪽.
75. ↑  Rotter 1982, 84–85쪽.
76. ↑  Wellhausen 1927, 188–189쪽.
77. ↑  Gibb 1960a, 54쪽.
78. ↑  Donner 2010, 188쪽.
79. 1 2  Gibb 1960b, 77쪽.
80. 1 2 3  Kennedy 2016, 85쪽.
81. ↑  Wellhausen 1927, 137쪽.
82. 1 2  Kennedy 2016, 72쪽.
83. 1 2  Crone 1980, 31쪽.
84. ↑  Crone 1980, 32–33쪽.
85. ↑  Kennedy 2016, 75–76쪽.
86. ↑  Hawting 2000, 62쪽.
87. ↑  Kennedy 2016, 85–86쪽.
88. ↑  Lewis 2002, 78쪽.
89. ↑  Kennedy 2016, 89쪽.
90. ↑  Hawting 2000, 54–55쪽.
91. ↑  Kennedy 2001, 105쪽.
92. ↑  Kennedy 2001, 99–115쪽.
93. ↑  Kennedy 2001, 92쪽.
94. ↑  Lewis 2002, 68쪽.
95. 1 2  Halm 1997, 16쪽.
96. ↑  Daftary 1990, 50쪽.
97. ↑  Hawting 2000, 50쪽.
98. ↑  Daftary 1990, 51–52쪽.
99. ↑  Wellhausen 1901, 79–80쪽.
100. ↑  Hawting 2000, 51–52쪽.
101. ↑  Kennedy 2016, 83쪽.
102. ↑  Daftary 1990, 59–60쪽.
103. ↑  Daftary 1990, 62쪽.
104. ↑  Wellhausen 1927, 504–506쪽.
105. 1 2  Arjomand 2016, 34쪽.
106. 1 2  Madelung 1986, 1231쪽.
107. ↑  Sachedina 1981, 9쪽.
108. 1 2  Madelung 1971, 1164쪽.
109. ↑  Abu Dawood 2008, 509–510쪽.
110. ↑  Madelung 1981.
111. ↑  Arjomand 2007, 134–136쪽.
112. ↑  Campbell 2009.
113. ↑  Hawting 2000, 52쪽.

### 자료
- Abu Dawood, Sulaymān ibn al-Ash'ath al-Sijistani (2008). 《Sunan Abu Dawud》 4. 번역 Nasiruddin al-Khattab. Riyadh, Saudi Arabia: 다루살람. ISBN 9789960500157.
- Arjomand, Saïd A. (2007). 〈The Concept of Mahdi in Sunni Islam〉. 《Encyclopaedia Iranica》 14. Encyclopædia Iranica Foundation. 2019년 5월 2일에 확인함.
- Arjomand, Saïd A. (2016). 《Sociology of Shiʿite Islam: Collected Essays》. 레이던, 자위트홀란트주: E. J. 브릴. ISBN 9789004326279.
- Campbell, Sandra (2009). 〈ʿAbdallāh b. al-Zubayr〉.   Fleet, Kate; Krämer, Gudrun; Matringe, Denis; Nawas, John; Rowson, Everett. 《Encyclopaedia of Islam》 3판. Brill Online. doi:10.1163/1573-3912_ei3_COM_22164. ISSN 1873-9830.
- Crone, Patricia (1980). 《Slaves on Horses: The Evolution of the Islamic Polity》. Cambridge: Cambridge University Press. ISBN 0-521-52940-9.
- 틀:Daftary-The Ismailis
- Dixon, Abd al-Ameer A. (1971). 《The Umayyad Caliphate, 65–86/684–705 (a Political Study)》. London, England: Luzac. ISBN 9780718901493.
- Donner, Fred M. (2010). 《Muhammad and the Believers, at the Origins of Islam》. Cambridge, MA: 하버드 대학교 출판부. ISBN 9780674050976.
- Gardet, Louis (1965). 〈Fitna〉.   Lewis, B.; Pellat, Ch.; Schacht, J. 《The Encyclopaedia of Islam, New Edition, Volume II: C–G》. Leiden: E. J. Brill. 930–931쪽.
- Gibb, H. A. R. (1960). 〈ʿAbd Allāh ibn al-Zubayr〉.   Gibb, H. A. R.; Kramers, J. H.; Lévi-Provençal, E.; Schacht, J.; Lewis, B.; Pellat, Ch. 《The Encyclopaedia of Islam, New Edition, Volume I: A–B》. Leiden: E. J. Brill. 54–55쪽.
- Gibb, H. A. R. (1960). 〈ʿAbd al-Malik b. Marwān〉.   Gibb, H. A. R.; Kramers, J. H.; Lévi-Provençal, E.; Schacht, J.; Lewis, B.; Pellat, Ch. 《The Encyclopaedia of Islam, New Edition, Volume I: A–B》. Leiden: E. J. Brill. 76–77쪽.
- Halm, Heinz (1997). 《Shi'a Islam: From Religion to Revolution》. 번역 Brown, Allison. Princeton, NJ: Markus Wiener Publishers. ISBN 1558761349.
- Hawting, G.R., 편집. (1989). 《The History of al-Ṭabarī, Volume 20: The Collapse of Sufyānid Authority and the Coming of the Marwānids: The Caliphates of Muʿāwiyah II and Marwān I and the Beginning of the Caliphate of ʿAbd al-Malik, A.D. 683–685/A.H. 64–66》. SUNY series in Near Eastern studies. Albany, New York: State University of New York Press. ISBN 978-0-88706-855-3.
- 틀:The First Dynasty of Islam
- Howard, I.K.A., 편집. (1991). 《The History of al-Ṭabarī, Volume 19: The Caliphate of Yazīd ibn Muʿāwiyah, A.D. 680–683/A.H. 60–64》. SUNY series in Near Eastern studies. Albany, New York: State University of New York Press. ISBN 978-0-7914-0040-1.
- Kennedy, Hugh (2001). 《The Armies of the Caliphs: Military and Society in the Early Islamic State》. London and New York: Routledge. ISBN 0-415-25093-5.
- 틀:Kennedy-The Great Arab Conquests
- Kennedy, Hugh (2016). 《The Prophet and the Age of the Caliphates: The Islamic Near East from the 6th to the 11th Century》 Thi판. Abingdon, Oxon and New York: Routledge. ISBN 978-1-138-78761-2.
- Lammens, Henri (1921). 《Le Califat de Yazid Ier》 (프랑스어). Beirut: Imprimerie Catholique Beyrouth. OCLC 474534621.
- Lammens, Henri; Pellat, Charles (1993). 〈Mus'ab b. al-Zubayr〉.   Bosworth, C. E.; van Donzel, E.; Heinrichs, W. P.; Pellat, Ch. 《The Encyclopaedia of Islam, New Edition, Volume VII: Mif–Naz》. Leiden: E. J. Brill. 649–650쪽. ISBN 90-04-09419-9.
- Lewis, Bernard (2002). 《Arabs in History》. Oxford: 옥스퍼드 대학교 출판부. ISBN 9780191647161.
- Madelung, Wilferd (1971). 〈Imāma〉.   Lewis, B.; Ménage, V. L.; Pellat, Ch.; Schacht, J. 《The Encyclopaedia of Islam, New Edition, Volume III: H–Iram》. Leiden: E. J. Brill. 1163–1169쪽.
- Madelung, Wilferd (1981). 《ʿAbd Allāh b. al-Zubayr and the Mahdi》. 《Journal of Near Eastern Studies》 40. 291–305쪽. doi:10.1086/372899. S2CID 161061748.
- Madelung, Wilferd (1986). 〈Al–Mahdi〉.   Bosworth, C. E.; van Donzel, E.; Lewis, B.; Pellat, Ch. 《The Encyclopaedia of Islam, New Edition, Volume V: Khe–Mahi》. Leiden: E. J. Brill. 1230–1238쪽. ISBN 90-04-07819-3.
- Madelung, Wilferd (1997). 《The Succession to Muhammad: A Study of the Early Caliphate》. Cambridge, England: 케임브리지 대학교 출판부. ISBN 0521646960.
- Rotter, Gernot (1982). 《Die Umayyaden und der zweite Bürgerkrieg (680–692)》 (독일어). Wiesbaden: Deutsche Morgenländische Gesellschaft. ISBN 9783515029131.
- Sachedina, Abdulaziz A. (1981). 《Islamic Messianism: The Idea of Mahdi in Twelver Shi'ism》. Albany, NY: State University of New York Press. ISBN 9780873954426.
- Sharon, Moshe (1983). 《Black Banners from the East: The Establishment of the ʻAbbāsid State: Incubation of a Revolt》. Jerusalem: JSAI. ISBN 9789652235015.
- Watt, W. Montgomery (1973). 《The Formative Period of Islamic Thought》. Edinburgh, Scotland: Edinburgh University Press. ISBN 9780852242452.
- Wellhausen, Julius (1901). 《Die religiös-politischen Oppositionsparteien im alten Islam》 (독일어). Berlin, Germany: Weidmannsche buchhandlung. OCLC 453206240.
- 틀:The Arab Kingdom and its Fall

틀:우마이야 칼리파국 주제